# Fiat 8V
Fiat 8V (cunoscut și sub numele de „Otto Vu”) a fost un automobil sport echipat cu un motor V8, produs de constructorul italian Fiat între 1952 și 1954. Modelul a fost prezentat la Salonul Auto de la Geneva din 1952. Denumirea „8V” provine din presupunerea Fiat că Ford deținea drepturi asupra termenului „V8”. Deși au fost fabricate doar 114 unități, ceea ce a făcut ca modelul să nu fie un succes comercial, Fiat 8V s-a remarcat în competițiile automobilistice. Exceptând diferențialul, modelul nu împărțea alte componente cu celelalte automobile Fiat; multe dintre piese erau produse de Siata, care le utiliza și pentru propriile vehicule. Dezvoltarea modelului a fost condusă de Dante Giacosa, iar designul a fost realizat de Luigi Rapi. Motorul V8 a fost inițial proiectat pentru o limuzină de lux, însă acest proiect a fost abandonat.
Motorul Fiat V8 avea o configurație în „V” la 70 de grade, o capacitate cilindrică de 1.996 cm³ și era echipat cu două carburatoare Weber 36 DCF 3 cu dublu corp. Prima variantă (tipul 104.000) avea o compresie de 8.5:1 și dezvolta 105 PS (77 kW; 104 CP) la 5.600 rpm, oferind mașinii o viteză maximă de 190 km/h. Versiunea îmbunătățită (tipul 104.003) avea un profil diferit al axei cu came, producând 115 PS (85 kW; 113 CP) la 6.000 rpm. Ultima variantă (tipul 104.006) dispunea de un raport de compresie de 8.75:1, un sistem de alimentare și o axă cu came revizuite, atingând o putere de 127 PS (93 kW; 125 CP) la 6.600 rpm.
Motorul era cuplat la o cutie de viteze manuală cu patru trepte. Automobilul beneficia de suspensie independentă pe toate roțile și frâne cu tambur pe toate cele patru roți.
Conducerea companiei era concentrată pe proiecte mai obișnuite, motiv pentru care doar 114 unități ale coupé-urilor de înaltă performanță au fost produse până la încetarea fabricării acestora în 1954. Cu toate acestea, modelul a continuat să câștige campionatul italian la categoria GT de 2 litri în fiecare an până în 1959.
Un număr de 34 dintre automobile au avut caroserii produse de departamentul intern al Fiat, Dipartimento Carrozzerie Derivate e Speciali („Departamentul pentru Caroserii Derivate și Speciale”). Alte unități au beneficiat de caroserii realizate de carosieri italieni renumiți. Carrozzeria Zagato a realizat 30 de unități sub denumirea „Elaborata Zagato”. Ghia și Vignale au realizat, de asemenea, caroserii pentru acest model. Majoritatea vehiculelor erau coupé-uri, însă au fost produse și câteva exemplare cabriolet.
Un exemplar echipat cu o caroserie din plastic ranforsat cu fibră de sticlă a fost prezentat la Salonul Auto de la Torino din 1954. Această caroserie compozită, produsă de departamentul experimental al Fiat, avea o greutate de doar 48,5 kg. Acest Fiat 8V face parte din colecția de patrimoniu FCA și este expus în prezent la Centro Storico Fiat din Torino.

## Ghia Supersonic
Ghia a proiectat și produs o serie limitată de automobile numite „Supersonic”, cu caroserii speciale inspirate de epoca „jet age”. Doar opt exemplare au fost finalizate, proiectul fiind întrerupt din cauza problemelor mecanice. Mai multe dintre aceste automobile au fost achiziționate de americani, unele dintre ele fiind personalizate semnificativ și având motoare înlocuite. Un exemplar original, ne-restaurat, a fost vândut la licitația Gooding and Company din Scottsdale, Arizona, în ianuarie 2011, la prețul de 1,55 milioane USD (1,7 milioane USD, inclusiv comisionul cumpărătorului). Ghia va folosi ulterior forma de bază a caroseriei pe vehicule bazate pe Jaguar XK-120 și Aston Martin. Designul „Supersonic” este atribuit lui Giovanni Savonuzzi.

Coupé speciale
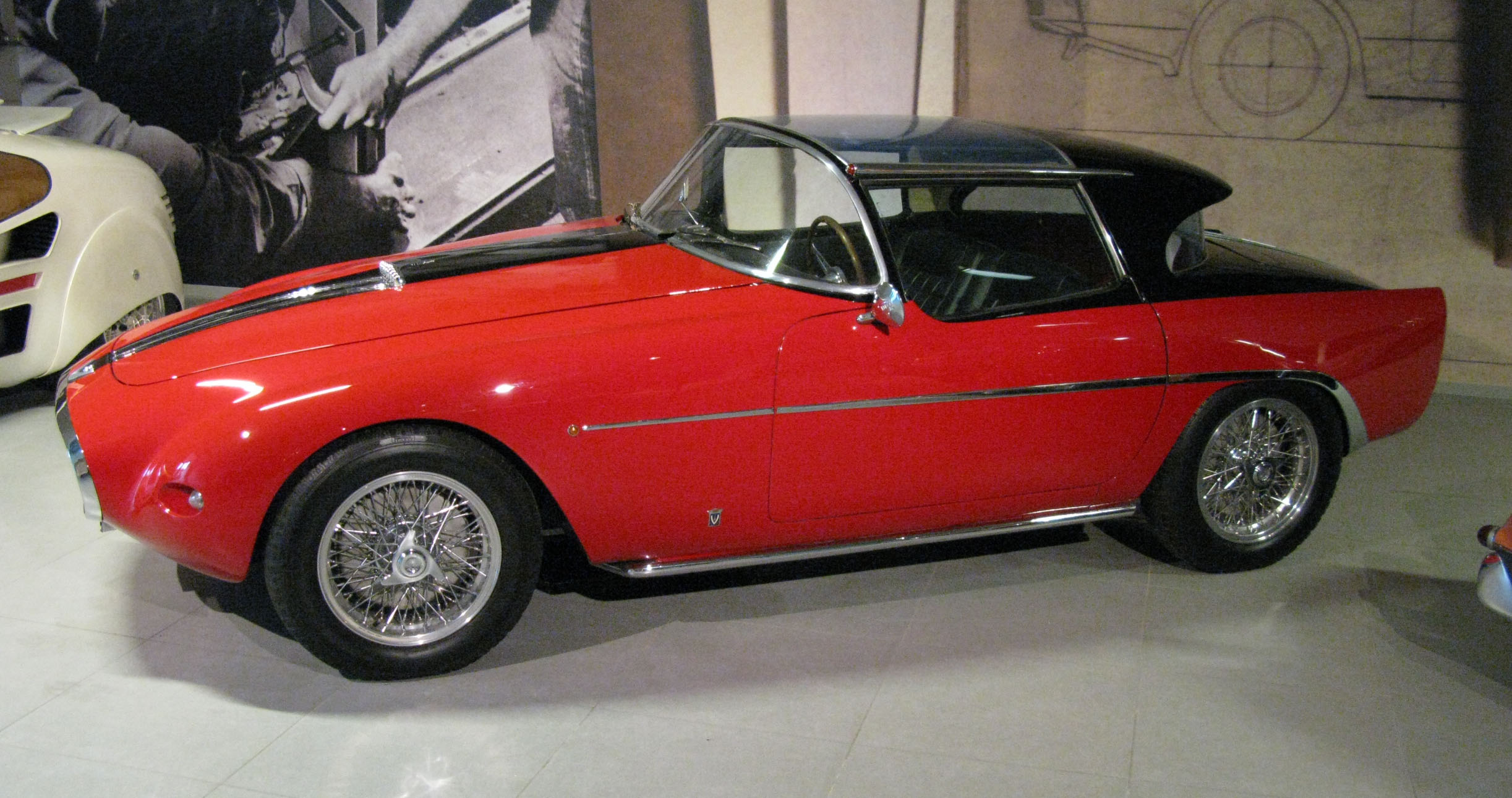
Demon Rouge 1953 creat de Michelotti (3 exemplare produse[10])
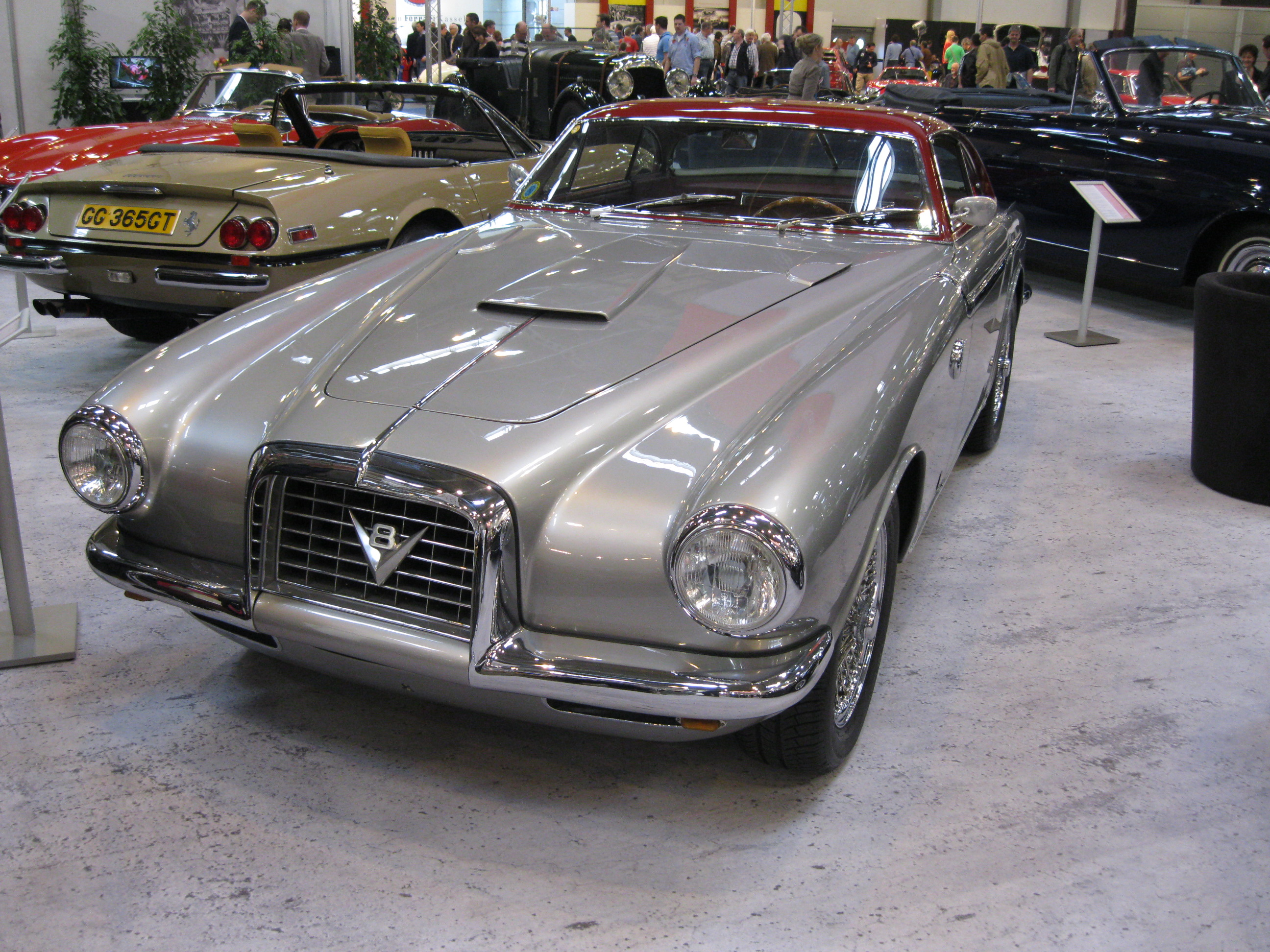
Un exemplar unic produs de Vignale 1953.
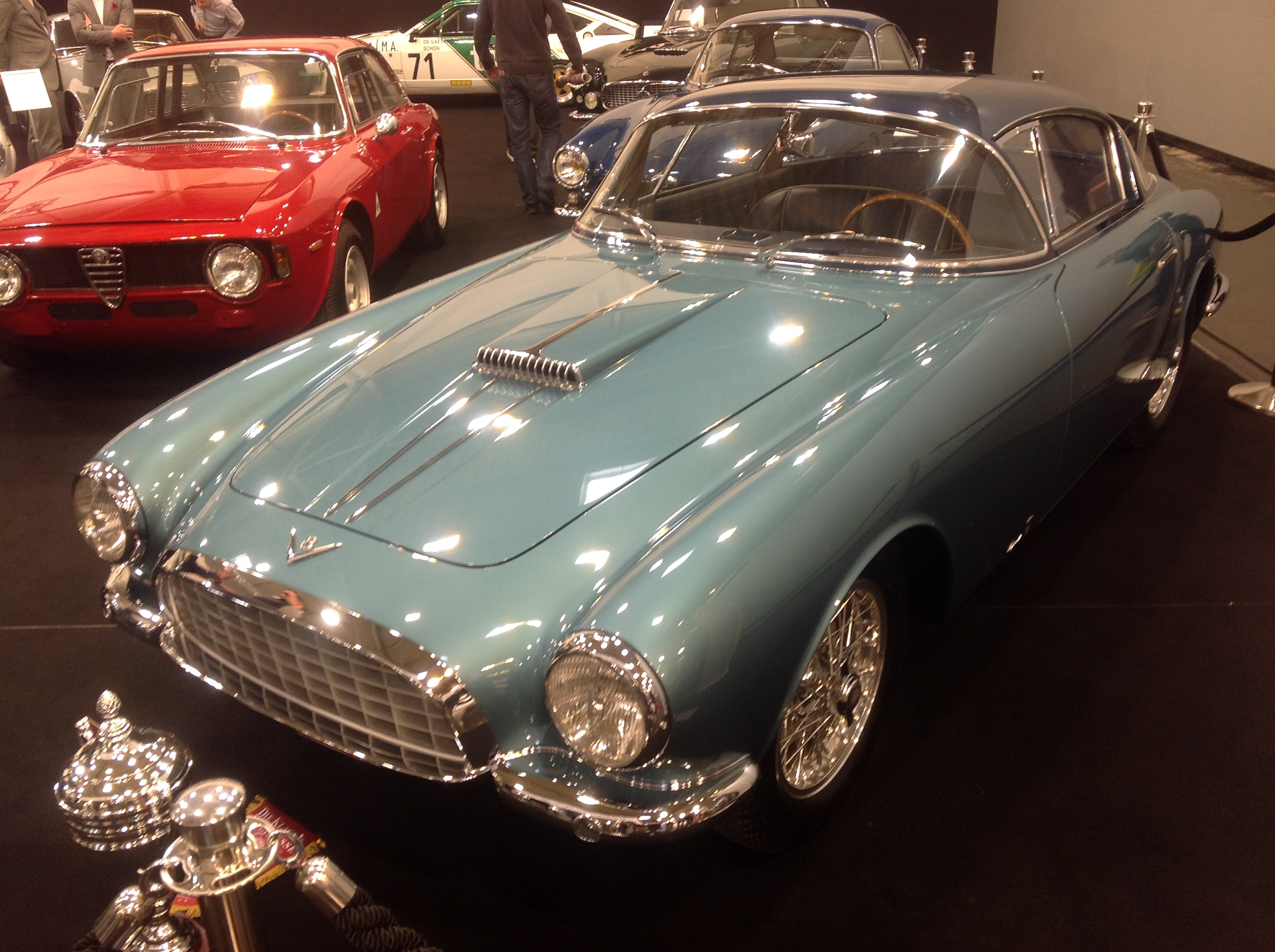
Un 8V produs de Vignale
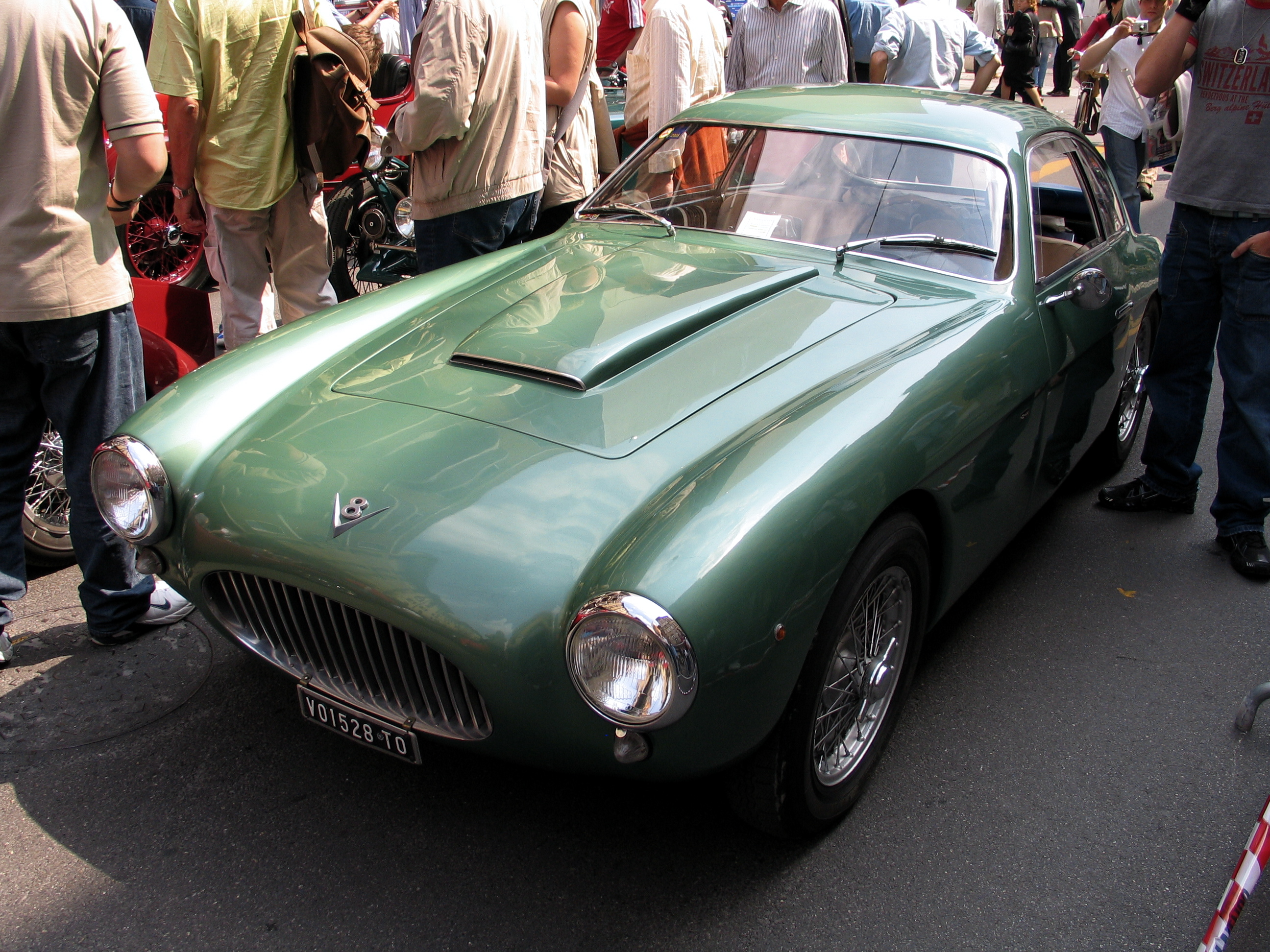
Zagato
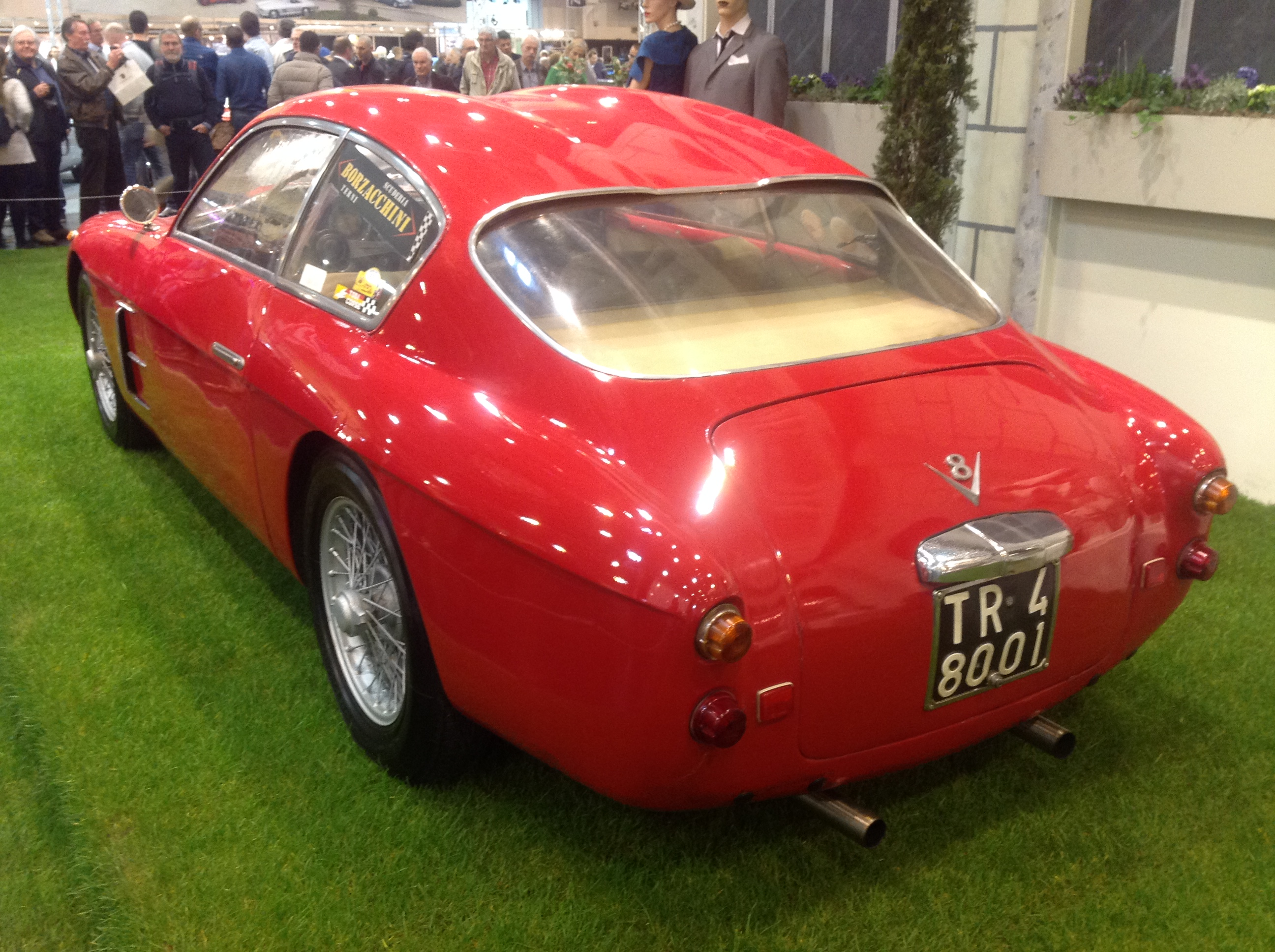
Elaborata Zagato
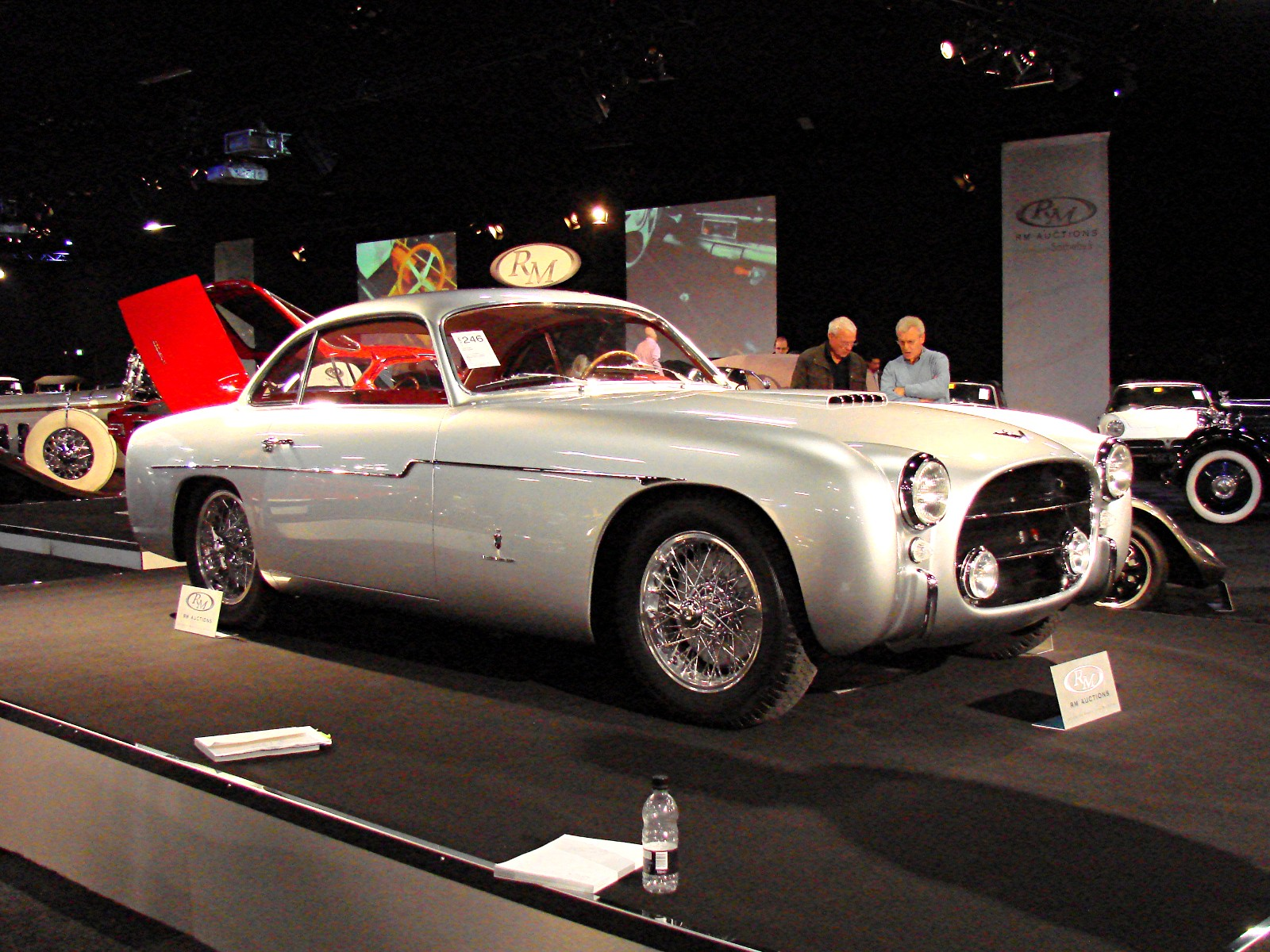
Singurul Fiat 8V non-Supersonic carosat de Ghia
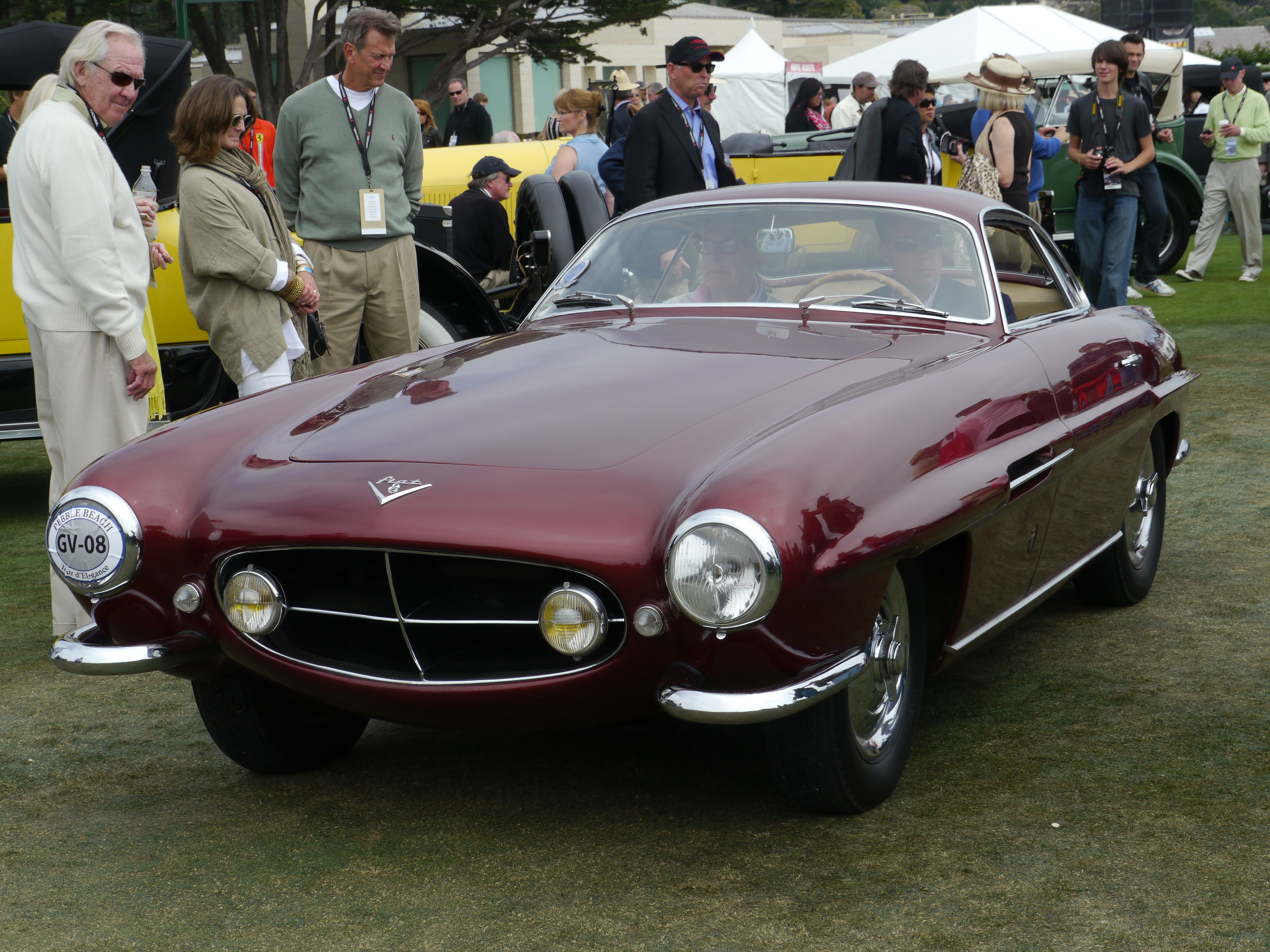
Supersonic de la Ghia 1953